# Gerrymander

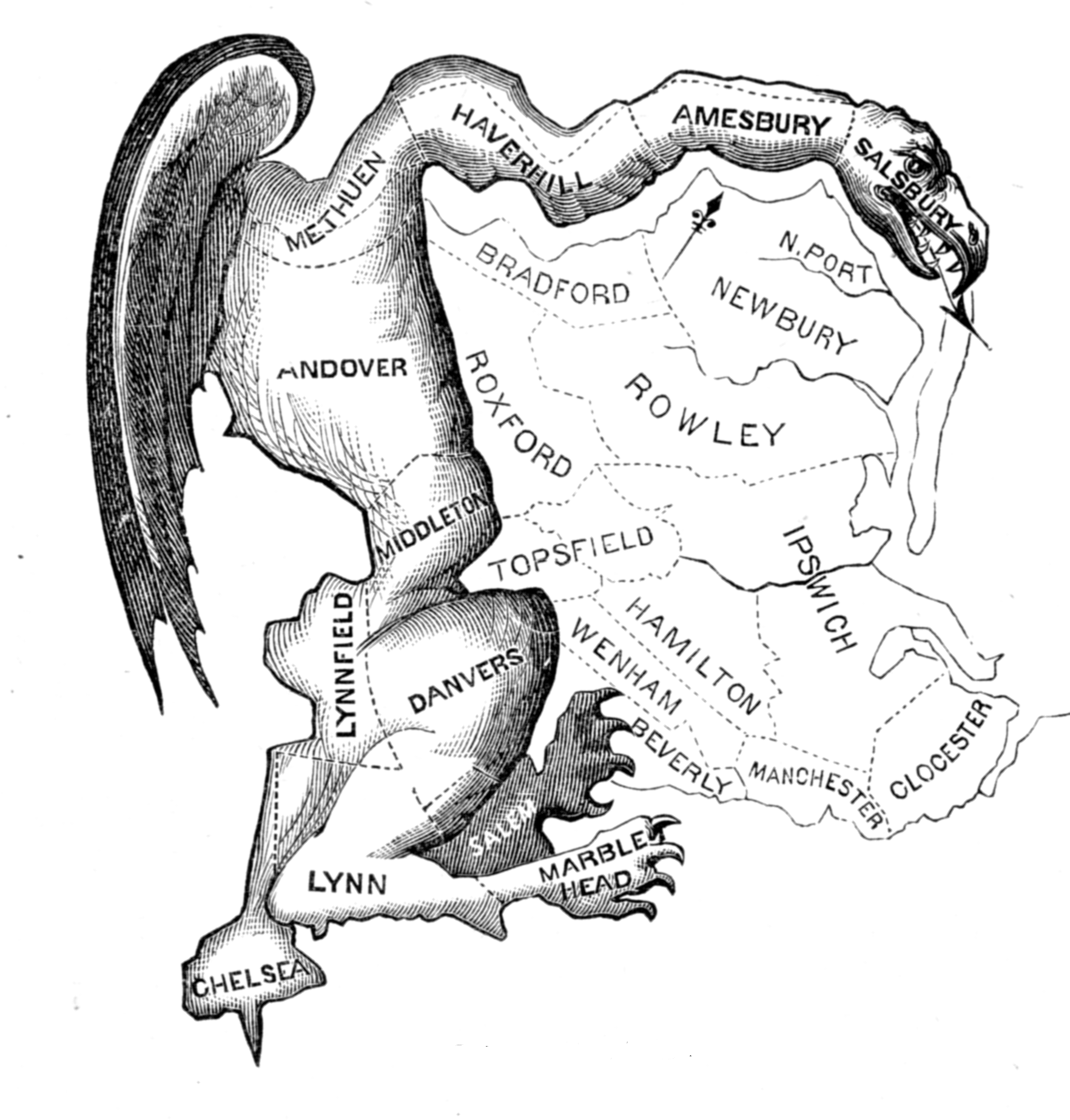
"Gerry's salamander", satir föreställande bildandet av en valkrets i Massachusetts år 1812 till fördel för det styrande partiet.

Gerrymander (även gerrymandering) kallas med ett engelskt uttryck förändringar i valkretsindelning som görs enbart för att gynna ett visst parti eller en viss kandidat. Begreppet används framför allt i USA (gerrymandering), men också i bland annat Ryssland, Japan och Tyskland som båda på senare år har haft debatter om styrande partiers aktiva indelning av valkretsar för att gynna sig själva.

## Etymologi
Uttrycket har av allt att döma bildats av en sammanslagning av orden Gerry och salamander (se skämtteckningen här intill) efter att guvernör Elbridge Gerry i den amerikanska delstaten Massachusetts genomförde förändringar fördelaktiga för det styrande Demokratisk-republikanska partiet i en valkrets i Essex County.

Enkel illustration av hur en jämnt fördelad befolkning kan delas in i lika stora valkretsar till endera sidans fördel.

## Demografisk påverkan
Gerrymandering används ofta för att skapa valkretsar baserade på invånarnas partipolitiska tendenser men kan också ha demografiska mål så som att öka eller minska det politiska inflytandet för en viss folkgrupp. Det finns exempel på hur partier eller grupper som på grund av demografiska förändringar riskerar att förlora makten vägrar tillåta nya valkretsindelningar som skulle spegla förändringar i befolkningen. Ett sådant är den amerikanska delstaten Alabama, som under 1900-talets första hälft genomgick en urbanisering men vars lagstiftande församling dominerades av ledamöter från landsbygden enligt valkretsindelning från 1901. År 1960 styrde representanter för en fjärdedel av den röstberättigade befolkningen den lagstiftande församlingen och först 1972 tvingades en ny valkretsindelning fram av domstol.

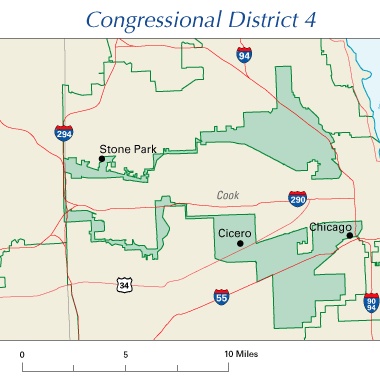
Valkrets i Illinois formad som en "hörlur" (grönt) med endast en smal remsa täckande väg 294 som förbinder de två delarna, skapad för att få en valkrets med spansktalande majoritet.